# Charles Znaty
Charles Znaty, né à Casablanca, est un chef d’entreprise français, cofondateur du groupe Pierre Hermé Paris aux côtés du pâtissier éponyme. 
Il est vice-président du club d’échanges franco-japonais (CEFJ) de la chambre de commerce et d'industrie de région Paris - Île-de-France[réf. nécessaire] et est élu président du Medef Paris en décembre 2019.

## Activités professionnelles

### Association avec Pierre Hermé
Ayant fait la connaissance de Pierre Hermé, alors chef pâtissier de la maison Fauchon, Charles Znaty prend la direction de la marque Ladurée, récemment reprise par le groupe Holder (Boulangeries Paul). À cet effet, Charles Znaty crée la société de créations pâtissières Socrepa, qui implantera la première boutique Pierre Hermé Paris au Japon,,. Pierre Hermé s'occupe de la création pâtissière, tandis que son associé gère le marketing et les aspects financiers. 
Il s’associe à l’animateur de télévision Jean-Luc Delarue pour créer la première pâtisserie Pierre Hermé à Paris. Les déboires de l’animateur dans ses activités de restauration conduisent Charles Znaty à reprendre les activités de celui-ci à la barre du tribunal de commerce de Paris en 2004,. 
En 2015, Charles Znaty procède à un réaménagement du groupe Pierre Hermé, avec l’arrivée du fonds LoG Invest du groupe L'Occitane. En juillet 2019, Charles Znaty cède le contrôle du groupe à Log Invest, puis en août ses participations au groupe L'Occitane.

### Autres activités
Parallèlement[Quand ?], il crée l’agence de communication Orionsystem, et conseille notamment la direction de la sûreté des installations nucléaires, qui deviendra l’autorité de sûreté nucléaire (ASN). Charles Znaty accompagne le président André-Claude Lacoste durant toute la durée de son mandat[réf. nécessaire].
Lors de son élection à la présidence du Medef Paris, Jean Louis Schilansky nomme Charles Znaty vice-président et trésorier de l’association[réf. nécessaire].
Fin 2019, Charles Znaty est élu président du Medef Paris pour une durée de 3 ans. Il est réélu à cette fonction le 19 avril 2023.